# Ungarländische Jüdische Zeitung
Die Ungarländische Jüdische Zeitung war eine deutschsprachige Wochenzeitung, die von 1910 bis 1915 in Budapest in Österreich-Ungarn erschienen ist. Sie war die Nachfolgerin der von Sámuel Bettelheim in Bratislava gegründeten Pressburger Jüdischen Zeitung (1908/1909), die als erste Zeitung in deutscher Sprache ausschließlich die Interessen deutschsprachiger Juden vertrat. Bettelheim, der selbst ein Anhänger des Zionismus war, bemühte sich in seiner publizistischen Tätigkeit um eine Vermittlung zwischen neologen und orthodoxen Juden. Neben Nachrichten zum Leben jüdischer Gemeinden in der Habsburgermonarchie thematisierte die Ungarländische Jüdische Zeitung daher auch zionistische Debatten und publizierte Berichte zur Ansiedlung in Palästina. Ihre Nachfolgerin war die wiederum in Bratislava verlegte Jüdische Presse (1915–1920), die 1920 mit der Wiener Jüdischen Korrespondenz unter der Herausgeberschaft Bettelheims vereinigt wurde.